# Autoserica mombassana
Autoserica mombassana är en skalbaggsart som beskrevs av Brenske 1902. Autoserica mombassana ingår i släktet Autoserica och familjen Melolonthidae. Inga underarter finns listade.